# Desaparición de Etan Patz
Etan Kalil Patz (Nueva York, 9 de octubre de 1972) era un niño estadounidense de seis años que desapareció el 25 de mayo de 1979 cuando se dirigía a la parada del autobús escolar en el barrio del SoHo, en el Bajo Manhattan. Su desaparición ayudó a poner en marcha el movimiento de niños desaparecidos, que incluyó nueva legislación y nuevos métodos para localizar a los niños desaparecidos. Varios años después de su desaparición, Patz fue uno de los primeros niños en aparecer en las campañas "foto en un cartón de leche" de principios de los años 1980. En 1983, el presidente Ronald Reagan designó el 25 de mayo -aniversario de la desaparición de Etan- como Día Nacional de los Niños Desaparecidos en Estados Unidos.
Décadas después, se determinó que Patz había sido secuestrado y asesinado el mismo día de su desaparición. La fiscalía de Manhattan reabrió el caso en 2010. En 2012, el FBI excavó el sótano de la supuesta escena del crimen, cerca de la residencia de Patz, pero no descubrió nuevas pruebas. Pedro Hernandez -un sospechoso que confesó- fue acusado y procesado ese mismo año por cargos de asesinato en segundo grado y secuestro en primer grado. En 2014, el caso pasó por una serie de audiencias para determinar si las declaraciones de Hernandez antes de recibir sus derechos Miranda eran legalmente admisibles en el juicio. Su juicio comenzó en enero de 2015 y terminó con un juicio nulo ese mes de mayo, cuando 1 de los 12 miembros del jurado se abstuvo. El nuevo juicio comenzó el 19 de octubre de 2016 y concluyó el 14 de febrero de 2017, tras nueve días de deliberaciones, cuando el jurado declaró a Hernandez culpable de asesinato y secuestro. Fue condenado a 25 años de prisión perpetua el 18 de abril de 2017, sin opción de libertad condicional durante la pena.

## Desaparición
La mañana del 25 de mayo de 1979, Etan salió por primera vez solo de su apartamento del SoHo, en el número 113 de Prince Street, con la intención de caminar dos manzanas para subir a un autobús escolar en West Broadway y Prince Street. Llevaba una gorra negra de piloto "Future Flight Captain", una chaqueta azul de pana, vaqueros azules y zapatillas azules con rayas fluorescentes. Nunca subió al autobús.
En el colegio, el profesor de Etan se dio cuenta de su ausencia, pero no informó al director. Cuando Etan no volvió a casa después del colegio, su madre Julie llamó a la policía. Al principio, los detectives consideraron a los Patz como posibles sospechosos, pero pronto determinaron que no estaban implicados. Esa noche se inició una intensa búsqueda en la que participaron casi cien agentes de policía y un equipo de sabuesos. La búsqueda se prolongó durante semanas. Los vecinos y la policía recorrieron la ciudad y colocaron carteles con el retrato de Etan, pero no se obtuvieron muchas pistas.
Stanley, el padre de Etan, era fotógrafo profesional y tenía una colección de fotografías de su hijo. Sus fotos se imprimieron en innumerables carteles de niños desaparecidos y cartones de leche. También se proyectaron en pantallas de Times Square.

## Acusación contra Jose Ramos
El fiscal adjunto de los Estados Unidos Stuart R. GraBois recibió el caso en 1985 e identificó como principal sospechoso a Jose Antonio Ramos, un abusador sexual de menores convicto que había sido amigo de las antiguas niñeras de Etan. En 1982, varios niños habían acusado a Ramos de intentar atraerlos hacia una tubería de desagüe en la zona donde vivía Ramos. Cuando la policía registró el desagüe, encontró fotografías de Ramos y de niños que se parecían a Etan. Con el tiempo, GraBois descubrió que Ramos había estado detenido en Pensilvania en relación con un caso de pederastia no relacionado.
En 1990, GraBois fue nombrado fiscal general adjunto del estado de Pensilvania para que ayudara a instruir una causa contra Ramos por abusos sexuales a menores y para obtener más información sobre el caso de Etan. Al ser interrogado por primera vez por GraBois, Ramos declaró que, el día en que desapareció Etan, había llevado a un niño a su apartamento para violarlo. Ramos dijo que estaba "seguro al 90%" de que se trataba del chico al que más tarde vio en televisión. Sin embargo, Ramos no utilizó el nombre de Etan. También afirmó que había metido al chico en un metro que iba al norte de la ciudad.
En 1991, mientras Ramos estaba encarcelado, un informante de la cárcel dijo a GraBois y a la agente del FBI Mary Galligan que Ramos le había dicho que sabia lo ocurrido con Etan. Ramos incluso dibujó un mapa de la ruta del autobús escolar de Etan, indicando que sabía que la parada de autobús de Etan era la tercera de la ruta. En un reportaje especial sobre niños desaparecidos, el New York Post informó el 21 de octubre de 1999 de que Ramos era el principal sospechoso de la desaparición de Etan. Ramos había sido conocido por la familia Patz y era el principal sospechoso desde el principio, pero a principios de los 80 las autoridades no pudieron procesar a Ramos.
El cuerpo de Etan nunca se encontró y fue declarado legalmente muerto el 19 de junio de 2001. Stan y Julie Patz presentaron y ganaron un caso civil contra Ramos en 2004. Se les concedió una suma simbólica de 2 millones de dólares, que nunca cobraron. Ramos nunca fue procesado penalmente por el asesinato de Etan. Cada año, en el cumpleaños de Etan y en el aniversario de su desaparición, Stan Patz enviaba a Ramos una copia del cartel de niño desaparecido de su hijo. En el reverso, escribía el mismo mensaje: "¿Qué le hiciste a mi pequeño?".
Ramos ha negado haber matado a Etan. Cumplió una condena de 20 años de prisión en la Institución Correccional Estatal de Dallas (Pensilvania) por abuso sexual de menores. Salió de prisión el 7 de noviembre de 2012. Poco después de su liberación fue arrestado por una violación de la Ley Megan.
Stan y Julie Patz desestimaron la sentencia de 2004 contra Ramos después de que el juicio de 2015 contra Pedro Hernandez les convenciera de que Ramos no era responsable de la muerte de su hijo.

## Reapertura del caso
El fiscal del distrito de Manhattan, Cyrus Vance, Jr., reabrió oficialmente el caso el 25 de mayo de 2010. El 19 de abril de 2012, investigadores del FBI y del Departamento de Policía de Nueva York (NYPD) comenzaron a excavar en el sótano del SoHo del 127-B de la calle Prince, cerca de la casa de los Patz. Esta residencia había sido recientemente reformada poco después de la desaparición de Etan en 1979, y el sótano había sido el taller y espacio de almacenamiento de un manitas. Tras cuatro días de búsqueda, los investigadores anunciaron que no se había encontrado "nada concluyente".

### Confesión
El 24 de mayo de 2012, el comisario de policía de Nueva York, Raymond Kelly, anunció que había un hombre detenido que se había implicado en la desaparición de Etan. Un agente de la ley identificó al hombre como Pedro Hernandez, de 51 años, del Municipio de Maple Shade (Nueva Jersey), y dijo que Hernandez había confesado haber estrangulado al niño. Hernandez declaró en su confesión escrita a la policía: "Lo siento, lo shokeé [sic]". Según un libro de 2009 sobre el caso, After Etan, Etan tenía un dólar y había dicho a sus padres que pensaba comprar un refresco para tomar con el almuerzo. En el momento de la desaparición de Etan, Hernández era un trabajador de 18 años en una bodega del barrio. Hernandez dijo que más tarde tiró los restos de Etan a la basura. Hernandez fue acusado de asesinato en segundo grado. Según un informe de The New York Times del 25 de mayo de 2012, la policía en ese momento no tenía pruebas físicas para corroborar su confesión.

### Pruebas corroborantes
En 2012, José López, un hombre de Nueva Jersey, se puso en contacto con los investigadores porque creía que Hernandez, cuñado de López, era el responsable de la desaparición de Etan. Las declaraciones de la hermana de Hernandez, Nina Hernandez, y de Tomás Rivera, líder de un grupo de cristianismo carismático en San Antonio de Padua, una iglesia católica romana de Camden (Nueva Jersey), indicaban que Hernandez podría haber confesado públicamente en presencia de otros feligreses a principios de la década de 1980 haber asesinado a Etan. Según la hermana de Hernandez, era un "secreto familiar a voces que se había confesado en la iglesia". Un gran jurado de Nueva York acusó a Hernandez el 14 de noviembre de 2012 de los cargos de asesinato en segundo grado y secuestro en primer grado. Su abogado ha declarado que Hernandez fue diagnosticado con trastorno esquizotípico de la personalidad, que incluye alucinaciones. El abogado también ha dicho que Hernandez tiene un coeficiente intelectual (CI) bajo, de alrededor de 70, "en el límite de la discapacidad intelectual".

### Juicios y condena
El 12 de diciembre de 2012, Hernandez se declaró inocente de dos cargos de asesinato y un cargo de secuestro en un tribunal de Nueva York. En abril de 2013, Harvey Fishbein, el abogado penalista de Hernandez, presentó una moción para desestimar el caso, alegando que la "confesión de Hernandez en una de las desapariciones de niños más notorias del país era falsa, estaba salpicada de afirmaciones cuestionables y se hizo después de casi siete horas de interrogatorio policial". Al mes siguiente, el juez Maxwell Wiley, del Tribunal Supremo de Nueva York, dictaminó que las pruebas eran "legalmente suficientes para sustentar los cargos" y que el caso podía seguir adelante. También ordenó una vista para determinar si las declaraciones del acusado podían utilizarse en el juicio.
En septiembre de 2014 se celebró una vista para determinar si las declaraciones de Hernandez que se hicieron antes de que la policía le hubiera leído los derechos Miranda eran legalmente admisibles en el juicio. En ello influiría si se sintió libre de irse durante el tiempo previo a que se le leyeran los derechos Miranda. La vista también pretendía determinar si Hernandez comprendía el significado de sus derechos Miranda y si era competente para renunciar a ellos cuando lo hizo. Esto era significativo porque decidiría si cualquier declaración hecha después de ese momento por Hernandez era legalmente admisible en el juicio. 
La veracidad o falsedad real de las declaraciones no fue el foco de la audiencia; más bien, la cuestión de la veracidad de las declaraciones se discutiría en el juicio, que comenzó el 5 de enero de 2015. El caso resultó en un juicio nulo en mayo de 2015 debido a un jurado en desacuerdo que estaba empatado 11 contra 1 para la condena. Un nuevo juicio comenzó el 19 de octubre de 2016, en un tribunal de la ciudad de Nueva York, con deliberaciones del jurado en febrero de 2017.
El 14 de febrero de 2017, Hernandez fue declarado culpable de secuestro y asesinato grave. La sentencia fue programada para el 28 de febrero, con Hernandez enfrentando de 25 años a cadena perpetua. Sin embargo, a los abogados de Hernandez se les concedió un aplazamiento con el fin de impugnar el veredicto, y no se fijó una nueva fecha de sentencia.
El 18 de abril de 2017, Hernandez fue condenado a cadena perpetua con posibilidad de libertad condicional tras cumplir al menos 25 años.

## Hechos posteriores
En 1983, el 25 de mayo, aniversario de la desaparición de Etan Patz, fue designado Día Nacional de los Niños Desaparecidos en Estados Unidos. En 2001, el homenaje se extendió por todo el mundo. El Centro Internacional para Menores Desaparecidos y Explotados (ICMEC) coordina la campaña "Help Bring Them Home" (Ayuda a traerlos a casa) en 22 países junto con el Día Internacional de los Niños Desaparecidos.
Se ha atribuido a la gran atención mediática que atrajo el caso de la desaparición de Patz el aumento de la concienciación pública sobre el problema de la sustracción de menores. Como resultado, menos padres están dispuestos a permitir que sus hijos vayan andando al colegio, las fotos de niños desaparecidos se han distribuido más ampliamente (por ejemplo, en cartones de leche) y se ha promovido el concepto de "peligro del extraño", la idea de que todos los adultos no conocidos por el niño deben considerarse fuentes potenciales de peligro.